# آرپاد گونتس
آرپاد گونتس (مجاری: Göncz Árpád; زاده ۱۰ فوریهٔ ۱۹۲۲ – درگذشته ۶ اکتبر ۲۰۱۵) سیاستمدار لیبرال، نویسنده، مترجم و برندهٔ لژیون دونور اهل مجارستان بود که از ۲ مه ۱۹۹۰ تا ۴ اوت ۲۰۰۰ به عنوان رئیس‌جمهور خدمت کرد. او در انقلاب ۱۹۵۶ مجارستان نقش داشت و به همین دلیل شش سال زندانی شد. پس از آزادی به عنوان مترجم آثار ادبی انگلیسی‌زبان مشغول به کار شد. گونتس اولین رئیس دولت مجارستان پس از ۴۲ سال تغییر رژیم کمونیستی بود که نه رفیق هم‌سفر محسوب می‌شد و نه عضویت در حزب نداشت.

## فعالیت سیاسی
گونتس اولین رئیس دولت مجارستان با انتخابات آزاد و اولین رئیس‌جمهور غیر کمونیست مجارستان از زمان استعفای اجباری زولتان تیلدی در ۴۲ سال پیش از آن بود. او از حامیان پرشور ادغام مجارستان با غرب، پیوستن به ناتو و اتحادیه اروپا و برنامه «مشارکت برای صلح» بیل کلینتون در اروپای مرکزی بود. به دلیل تلاش‌هایش در ایجاد اروپای متحد جایزه چشم‌انداز اروپا به وی اعطا شد. در داخل اما مخالفان ناسیونالیست، او را متهم به ابزار دست فرانسه، اسرائیل و ایالات متحده می‌کردند.
روابط او با یوژف آنتال، نخست‌وزیر و کابینه دولت هم پرتنش بود. اما علی‌رغم درگیری‌های ایدئولوژیکشان، آنتال که به شدت بیمار بود، در ۱۱ دسامبر ۱۹۹۳، یک روز قبل از مرگش، توسط گونتس نشان شایستگی مجارستان را دریافت کرد.
در اکتبر ۱۹۹۰، دولت آنتال تصمیم گرفت به دلیل جنگ خلیج فارس و اختلال عرضه نفت در شوروی، قیمت بنزین را ۶۵ درصد افزایش دهد؛ در پاسخ اعتصاباتی تحت عنوان شهربندان تاکسی آغاز شد. رانندگان تاکسی پل‌های اصلی بوداپست و مسیرهای اصلی کشور را مسدود و ترافیک را فلج کردند. گونتس میان دولت و رانندگان تاکسی تا حدی نقش میانجی داشت.
در سال ۱۹۹۵ گونتس برای یک دوره پنج ساله دیگر انتخاب شد و تا ۳ اوت ۲۰۰۰ سمت خود را حفظ کرد. در ۱۹۹۵ درجه طلایی نشان شایستگی المپیک آی‌اوسی و در سال ۱۹۹۷ نشان لژیون دونور فرانسه را دریافت کرد.
در دوره ریاست جمهوری ده ساله خود، او در صدر جدول محبوبیت سیاسی قرار گرفت، و «عمو آرپی» خطاب می‌شد. پس از بازنشستگی شهروندی افتخاری چندین شهر، دکترای افتخاری چندین دانشگاه، نشان لیاقت ایمره نادی، جایزه بیست ساله جمهوری و جوایز دولتی بیشماری از هجده کشور اروپایی و هشت کشور آمریکای جنوبی دریافت کرد. در آسیا نشان امپراتوری ژاپن و نشان کره جنوبی موگونگوا و از آفریقا نشان صلیب بزرگ را از نلسون ماندلا دریافت کرد.